# Catacombe de Santa Lucia
La catacombe de Santa Lucia fait partie des trois cimetières communautaires majeurs de Syracuse en Sicile. Elle est située au cœur du quartier d'Acradina et est entourée d'un complexe ecclésiastique comprenant une basilique, un monastère et ladite Église du Sépulcre où se trouvait le corps de la sainte martyre.  
Elle a été aménagée dans un sous-sol déjà largement exploité à l'époque greco-romaine : il servait notamment de carrière de pierre, de temple dédié aux déesses chthoniennes et d'abris pour le réseau hydraulique du Céramique.

## Description
Le cimetière chrétien est composé de quatre régions.

### Région A
Les chrétiens y installent leurs premières sépultures, essentiellement des loculi, durant le IIIe siècle. Les fossores exploitent alors directement les parois des aqueducs en y installant ces tombes longilignes et approfondissent les galeries suivant la demande. Les graffiti se résument à quelques noms, les fresques sont simples, artisanales.
L'oratoire A, détruit aux trois-quarts, porte une immense fresque représentant le martyre des quarante de Sébaste encadré par une croix gemmée.

### Région B
Les techniques architecturales employées dans cette région sont les mêmes que pour la précédente. Des chambres funéraires et des cubiculi trapézoïdaux apparaissent néanmoins. L'épitaphe de Castina est plus élaborée que les simples graffiti de la région A et les fragments de céramiques retrouvés sont datés des IIIe siècle - IVe siècle.
La grande salle vide à l'entrée de cette région et sa proximité avec le tombeau de la sainte laissent penser qu'à cet endroit se trouvait un second oratoire. 

### Région C
Le plan d'aménagement de ce nouveau secteur a été pensé et probablement pré-conçu. Les sépultures se succèdent de façon symétrique sur les côtés d'un grand triangle selon une alternance cubiculi/pile de loculi. Les pavements des rotondes ont été réutilisés de façon pragmatique.
Des épitaphes sur marbre et sur calcaire ont été retrouvées, de même que des fresques et des fragments de céramiques datés de l'époque constantinienne.
L'oratoire situé au nord de cette région a probablement été créé à cette époque. Il fut réaménagé aux époques byzantine (VIe siècle - VIIIe siècle) et normande (XIe siècle - XIIe siècle) comme en témoignent le matériel et les fresques palimpsestes qui en ornent encore les murs.

### Région D

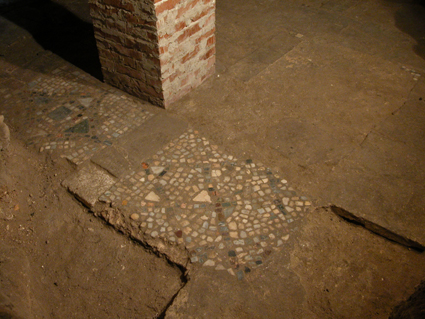
Mosaïque.

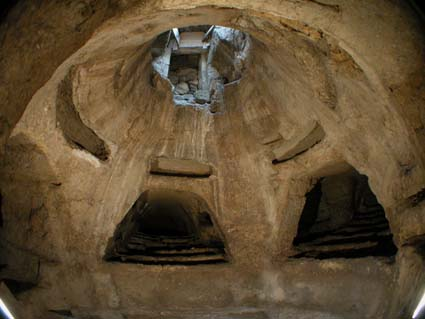
Rotonde.

Cette région a été récemment explorée. Des empreintes de galeries, de loculi et de sarcophages datées des époques pré-constantinienne et constantinienne ont été relevées, de même que l'organisation des deux rotondes D1 et D2, organisées cette fois de façon rationnelle.
Deux oratoires y ont été aménagés, modifiés et réutilisés aux époques byzantine, normande et moderne. Le pavement en opus-tesselatum, daté du VIIe siècle, les colonnes en granit, les deux chambres funéraires et le plan général du premier oratoire laissent penser qu'il s'agissait d'un  endroit assez important.

## Galerie

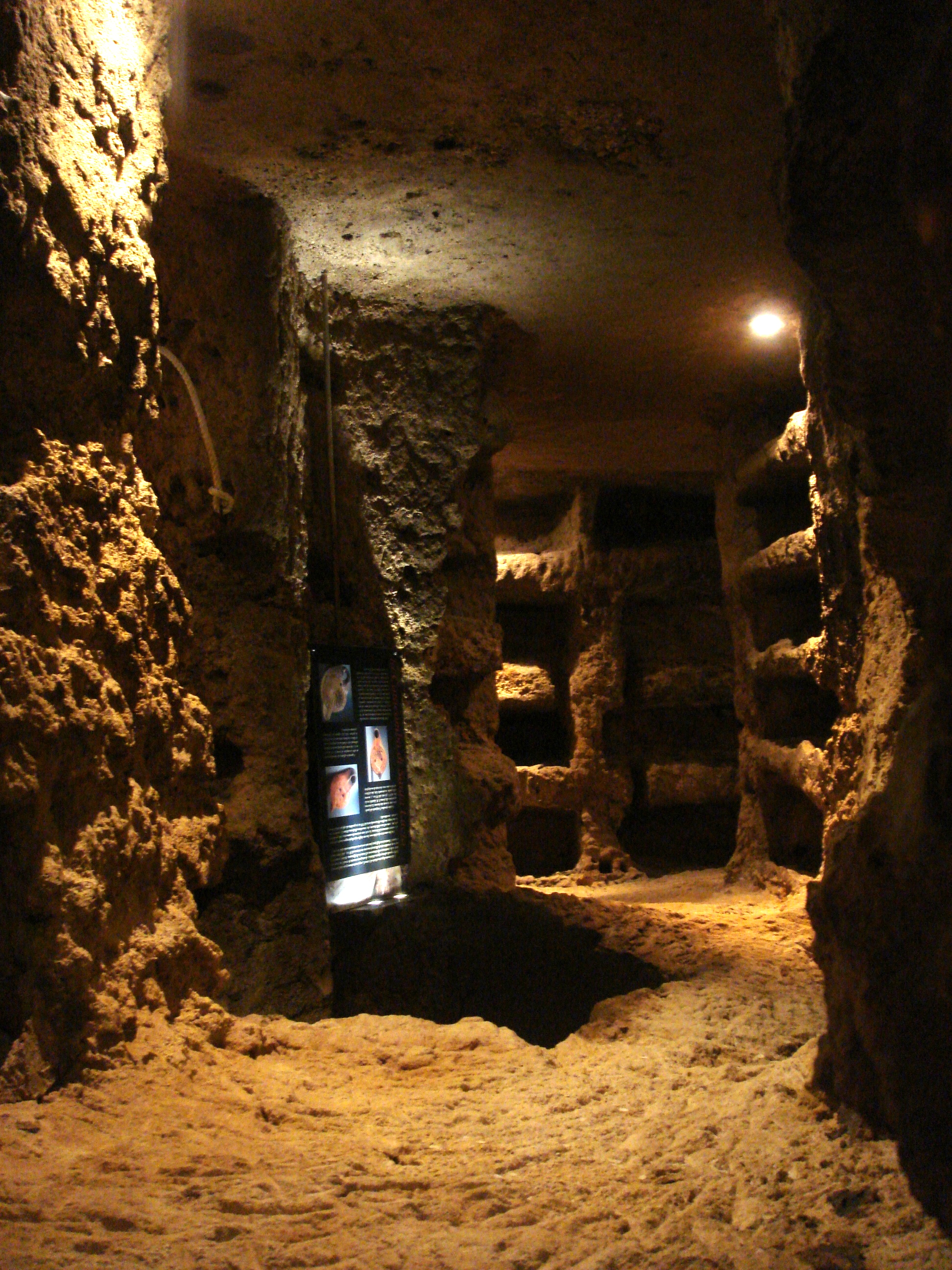
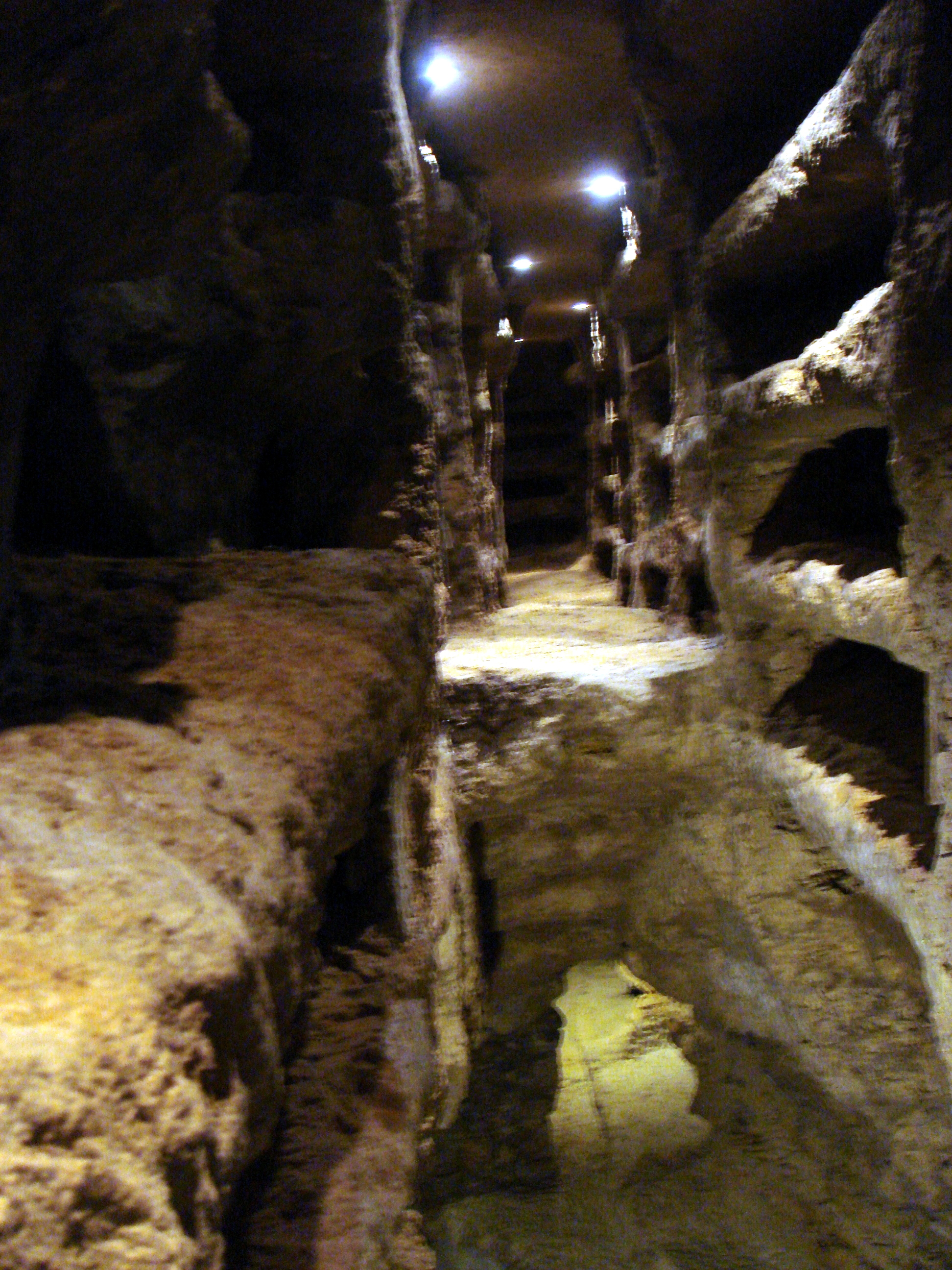
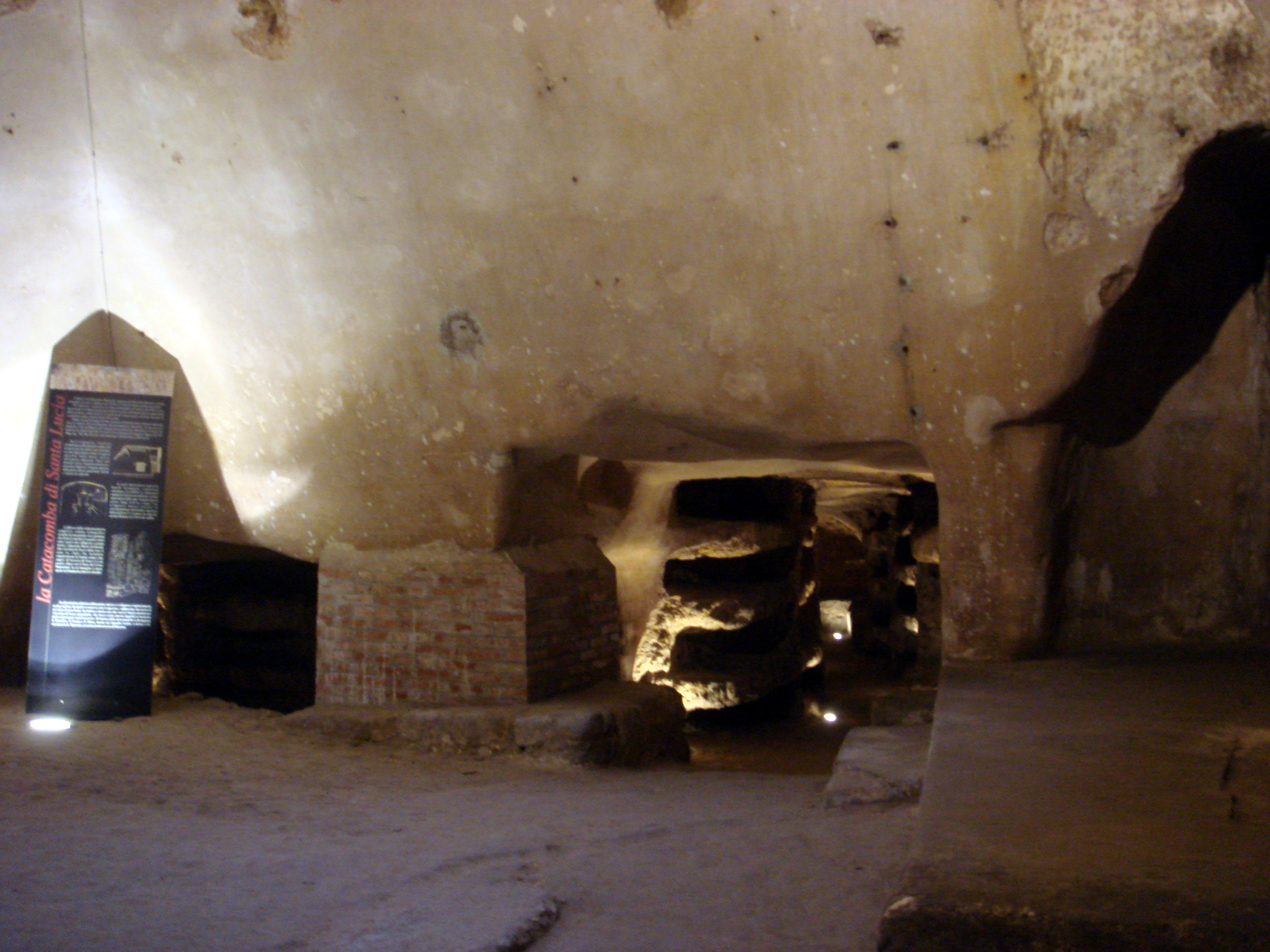
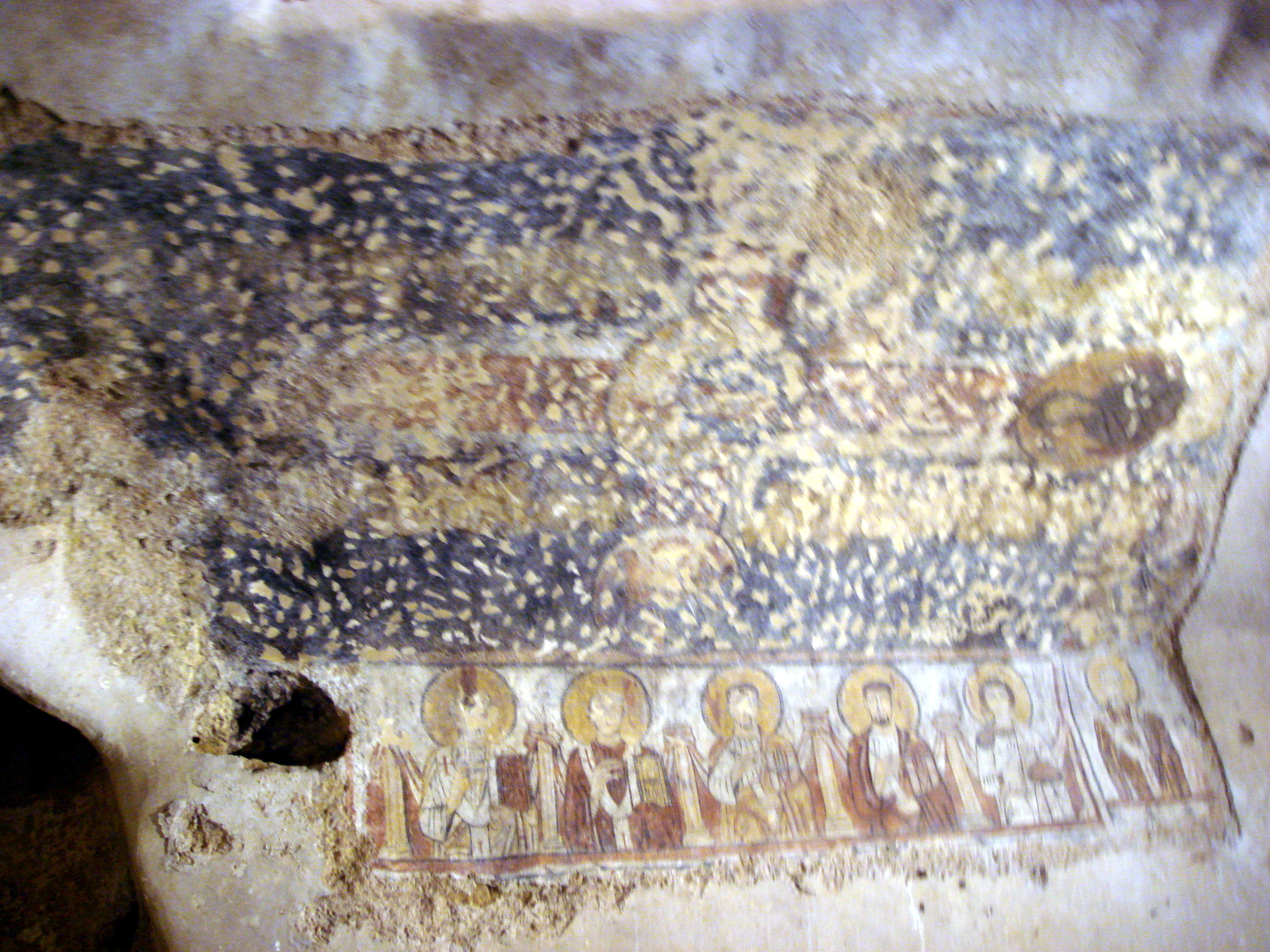